# Banca popolare
Le banche popolari, nel diritto italiano, sono istituti di credito, di norma costituiti come società cooperative.

## Storia
Le banche popolari, sorte in Germania a opera dell'economista e uomo politico Franz Hermann Schulze-Delitzsch (1808-1883), compaiono in Italia per opera dell'economista e politico Luigi Luzzatti che con la pubblicazione nel 1863 dell'opera La diffusione del credito e le banche popolari, spinse Tiziano Zalli a fondare l'anno seguente la Banca Popolare di Lodi e diede impulso all'inaugurazione e diffusione di molte altre banche popolari nei decenni successivi.

## Caratteristiche statutarie
Si distinguono dagli istituti di credito aventi natura giuridica di società per azioni per le seguenti peculiarità:
- limite di possesso: ogni socio non può superare l'1% del capitale sociale;
- mutualità, ancorché non prevalente: la maggioranza almeno relativa delle quote (o delle azioni se lo statuto prevede la suddivisione del proprio capitale sociale in azioni) è detenuta da clienti dell'istituto, il che vale a dire che una porzione consistente dei servizi viene offerta ai soci;
- voto capitario;
- clausola di gradimento.

Governance cooperativa, particolare attenzione ai soci e al territorio, impegno sociale. In questi elementi si esprime l'identità cooperativa e la mutualità non prevalente, che in quanto tale non comporta né ha mai comportato agevolazioni fiscali, da sempre connaturata alle banche popolari.
Sono attive nell'incentivare lo sviluppo del territorio e la crescita delle comunità di riferimento, le banche popolari adottano un modello di business incentrato sulla costruzione di rapporti stretti e duraturi con PMI e famiglie che ha favorito il continuo allargamento della propria base sociale, l'espansione delle attività e, conseguentemente, il rafforzamento costante dell'immagine della categoria.
I mutamenti avvenuti nell'ultimo decennio all'interno del sistema bancario hanno influito profondamente anche sul contesto evolutivo delle banche popolari. Le realtà più grandi della categoria hanno acquisito il controllo di altre popolari e di banche locali esterne, dando luogo a gruppi bancari di rilievo nazionale.
Questo processo di crescita e innovazione non ha però intaccato le caratteristiche tipiche del modello tradizionale di banca popolare cooperativa: relazioni solide e durature con la clientela; forte propensione al sostegno delle PMI; grande attenzione ai bisogni di servizi finanziari delle famiglie; profondo impegno sociale per le comunità locali.
I primi mesi del 2015 hanno visto, con il D.L. 3/2015 convertito con la Legge 33/2015, il Parlamento impegnato nella riforma del comparto delle banche popolari. Le principali novità riguardano l'obbligo per le banche con attivi superiori agli 8 miliardi di € di trasformarsi in S.p.A. entro la fine del 2016 con l'abolizione del voto capitario, pena la revoca della licenza bancaria o la necessità di ridurre il patrimonio sotto gli 8 miliardi di €.
Come sottolinea il Governatore della Banca d'Italia Ignazio Visco, "i maggiori tra questi intermediari hanno da tempo superato l'ambito locale; come le grandi banche italiane essi si confrontano oggi con i cambiamenti imposti dall'integrazione economica e dalla tecnologia". In particolare, fino a questo momento "la forma cooperativa ha limitato il vaglio da parte degli investitori e ha ostacolato la capacità di accedere con tempestività al mercato dei capitali, in alcuni momenti cruciale per far fronte a shock esterni". La riforma permetterebbe a tali istituti di svolgere in modo più efficiente l'attività di intermediazione creditizia considerate le nuove condizione del mercato bancario reso assai più competitivo dall'Unione bancaria, il cui scopo è quello di armonizzare in tutta l'UE la regolamentazione dell'attività bancaria e la vigilanza su tali attività.
Le banche popolari contano oltre un milione di soci e più di undici milioni di clienti. Le dipendenze delle banche popolari rappresentano il 28,3% degli di sportelli bancari in Italia, con una distribuzione capillare sul territorio ed una concentrazione maggiore nelle aree in cui si registra un'alta presenza di piccole e medie imprese. La quota di mercato dell'intermediato si approssima al 25%.

## Cronologie delle banche più antiche
- Nel 1864 venne fondata la Banca Popolare di Lodi.
- Nel 1865 vennero fondate la Banca Popolare di Castiglione delle Stiviere, la Banca Popolare di Cremona, la Banca Popolare di Faenza, la Banca Popolare in Bologna e la Banca Popolare di Milano (ad opera di Luzzatti stesso).
- Nel 1866 la Banca Popolare di Vicenza e la Banca Mutua di Credito Popolare in Padova.
- Nel 1867 la Banca Popolare di Verona e la Banca Popolare di Modena.
- Nel 1869 la Banca Popolare di Bergamo.
- Nel 1870 la Banca Popolare di Crema.
- Nel 1871 la Banca Agricola Mantovana, la Banca Popolare di Novara e la Banca Popolare di Sondrio.
- Nel 1872 la Banca Popolare di Lecco e la Banca Popolare di Vigevano.
- Nel 1873 la Banca Popolare di Cesena e la Banca Popolare di Intra.
- Nel 1875 la Banca Popolare Pesarese.
- Nel 1877 la Banca Popolare di Montebelluna.
- Nel 1881 la Banca Popolare di Cortona.
- Nel 1882 la Banca mutua popolare aretina e la Banca Popolare di Todi.
- Nel 1883 la Banca Popolare di Secondigliano, la Banca cooperativa di Gravina e la Banca mutua popolare cooperativa agraria di Altamura.
- Nel 1884 la Banca Popolare Sabina di Poggio Mirteto e Casperia.
- Nel 1885 la Banca Popolare di Luino e Varese, la Banca Popolare di Ravenna e la Banca popolare cooperativa di Vico Equense.
- Nel 1886 la Banca Popolare di Merano (allora Impero austro-ungarico), la Banca Popolare di Cividale e la Banca Popolare di Crotone.
- Nel 1887 la Banca Mutua Popolare Maglianese.
- Nel 1888 la Banca Popolare di Parabita (divenuta un secolo dopo Banca Popolare Pugliese), la Banca Popolare Commercio e Industria, la Banca Popolare di Sansepolcro e la Banca di Credito Popolare di Torre del Greco.
- Nel 1889 la Banca Agricola Popolare di Ragusa e la Banca Popolare di Bressanone (allora Impero austro-ungarico).
- Nel 1891 la Banca Popolare di Fondi e la Banca Popolare Cooperativa di Jesi.
- Nel 1892 la Banca Popolare di Marostica.
- Nel 1893 la Banca Cattolica Padovana.
- Nel 1893 la Banca Popolare di San Felice sul Panaro.
- Nel 1895 la Banca Popolare di Spoleto.
- Nel 1896 la Banca Popolare Cooperativa Vogherese.
- Nel 1899 la Banca di credito agrario e commerciale di Taranto.